# Programmations des Francofolies des années 1990
Pour un article plus général, voir Francofolies.
Cet article présente les programmations des Francofolies des années 1990.

## Édition 1990
Le festival se déroule du 13 au 18 juillet 1990.
| Scènes                    | Vendredi 13                                        | Samedi 14                                              | Dimanche 15                                         | Lundi 16                                           | Mardi 17                                                               | Mercredi 18                      |
| ------------------------- | -------------------------------------------------- | ------------------------------------------------------ | --------------------------------------------------- | -------------------------------------------------- | ---------------------------------------------------------------------- | -------------------------------- |
| Jean-Louis Foulquier      | Fête à Maurane, Fête à Claude Nougaro, Jean Leloup | Les VRP, Gipsy Kings, Haute Fidélité, Le Bal Antillais | Ray Lema, Poglo, Touré Kunda, Les Voix Bulgares     | Les Innocents, L'Affaire Louis Trio, Patricia Kaas | Sylvie Maréchal, Chris Gonzales, Larissa Dolina, Fête à Francis Cabrel | Arthur H, Barbara                |
| Place de l'hôtel de Ville | Reno Isaac, Luc De Larochelière                    |                                                        | Claudia Phillips, Mandeville                        | Antoine Tome, Francine Raymond                     | Anonyme, Camel Clutch                                                  | Sylvie Laporte, Laurence Jalbert |
| Maison de la Culture      | Amina, Marc Seberg                                 |                                                        | Jad Wio, Jean-Louis Aubert, Fête à Francis Lemarque | Patrizia Poli, Philippe Léotard                    | Indigo, Kent, Blues Trottoir                                           | Louga Lo, Raoul Petite           |

## Édition 1991
Le festival se déroule du 13 au 18 juillet 1991.
| Scènes               | Samedi 13                                                                               | Dimanche 14                                                                | Lundi 15                                                    | Mardi 16 | Mercredi 17                                                              | Jeudi 18                     |
| -------------------- | --------------------------------------------------------------------------------------- | -------------------------------------------------------------------------- | ----------------------------------------------------------- | --- | ------------------------------------------------------------------------ | ---------------------------- |
| Jean-Louis Foulquier | Véronique Sanson et l'Orchestre philharmonique de Prague, Liane Foly, Véronique Rivière | Jimmy Oihid (espoir Coca-Cola Musique), Véronique Rivière, Johnny Hallyday | Mano Negra, les Wampas, Les Casse-Pieds, Les Tétines Noires | Philippe Lavil, Marijosé Ali, Kali, Toni Chasseur, Malavoi, Kassav'                                                          | Les Coquines, Elmer Food Beat, Hubert-Félix Thiéfaine, Richard Bohringer | Patrick Bruel, Pauline Ester |
| Grand Théâtre        | La Strada, Pigalle, Gérard Blanchard                                                    | Paul Personne                                                              | Carole Laure                                                | Blondin, Axel Bauer, Arno, Romain Didier, Juliette, Didier Odieu, François-René Duchâble, Jacques Haurogné                   | Michel Fugain, Narvalo                                                   | Papa Wemba, Gizavo           |
| Salle Bleue          | Novo Homo, Parfaits Salauds, François Béranger                                          |                                                                            | Sammy, Claude de Chevigny, Danièle Borano                   | Patrick Coutin, Joséphine, Jean-Marie Humel, Romain Didier, Juliette, Didier Odieu, François-René Duchâble, Jacques Haurogné | Alain Manaranche, Vilain Pingouin, Richard Desjardins                    | Éric Lareine, Jim Corcoran   |

## Édition 1992
Le festival se déroule du 11 au 16 juillet 1992.
| Scènes               | Samedi 11 | Dimanche 12 | Lundi 13                                                                       | Mardi 14                                                                          | Mercredi 15                                                                    | Jeudi 16                                                                |
| -------------------- | --- | --- | ------------------------------------------------------------------------------ | --------------------------------------------------------------------------------- | ------------------------------------------------------------------------------ | ----------------------------------------------------------------------- |
| Jean-Louis Foulquier | Peio Serbielle, Nilda Fernandez, Catherine Lara, Richard Cocciante, Maurane, Véronique Sanson, Daniel Lavoie | Jil Caplan, La fête à Charlélie Couture avec Alain Bashung, La fête à Stephan Eicher avec Paul Personne, Manu Katché | Renaud, Mc Solaar, La fête Africo-rap avec Manu Dibango                        | Charles Aznavour, Malou, "New Orléans Review" avec Willy Deville, Zachary Richard | Jane Birkin., Les B.B., Luc de la Rochelière, Les nouvelles polyphonies Corses | Au P'tit Bonheur, Jean Leloup., La fête à Jacques Higelin avec Zap Mama |
| Grand Théâtre        | Bernard Lavilliers, Alain Chamfort, Sara Mandiano                                                            | Bernard Lavilliers, Bille Deraime, Karim Kacel                                                                       | Bernard Lavilliers, La Bande Magnetik, Chanson plus bifluorée, Geoffrey Oryema | Angélique Kidjo, Sapho, Paulo Gang, Stella, Les Satellites                        | Enzo Enzo, Arthur H, Jean Guidoni                                              | Milena, F.F.F.                                                          |
| Salle Bleue          | Dora Lou, Serge Hureau, Hélène Hazéra                                                                        | Dan Bigras, Paulo Mondano                                                                                            | Tangofon, Les Charts, French B                                                 | Marie et ses 4 maris, Chitty Bang, Wasburo Fukuda                                 | Madame, Juan Rozoff, Les Stylomaniaques                                        | Michel Faubert, Catherine Boulanger, Les Stylomaniaques                 |

## Édition 1993
Le festival se déroule du 13 au 18 juillet 1993.
| Scènes               | Mardi 13                                                | Mercredi 14                                                      | Jeudi 15                                                       | Vendredi 16                                         | Samedi 17                                        | Dimanche 18                                       |
| -------------------- | ------------------------------------------------------- | ---------------------------------------------------------------- | -------------------------------------------------------------- | --------------------------------------------------- | ------------------------------------------------ | ------------------------------------------------- |
| Jean-Louis Foulquier | Jean-Louis Aubert, Fête à Paul Personne, Princess Erika | Malka Family, Vanessa Paradis, Michel Fugain, Le Clan Lakassagne | Johnny Hallyday, Les Innocents, Zebda                          | Noir Désir, Kat Onoma, Jad Wio, Molodoï             | Jacques Dutronc, Art Mengo                       | Michel Jonasz, Maurane, Dan Bigras                |
| Salle Bleue          | Philher, Dominique A, Catherine Ribeiro                 | Les Colocs, Daran et les chaises, Éric Lareine                   | Terez Montcalm, Thomas Fersen, Éric Lareine                    | Mario Chenart, Clarika, Nathalie Dupuy, Yves Postic | Daniel Bélanger, Michel Rouyre, Louise Forestier | Brigitte Comard, Allain Leprest, Richard Galliano |
| Grand Théâtre        | Louis Chedid, Jacques Haurogné                          | Pow Wow, le Coeur Pirin, Ray Lema, N'Java et Tatunane            | Pow Wow, Massilia Sound System, Fabulous Trobadors, Tribal Jam | Serge Reggiani, L'Affaire Louis Trio, Jacso         | Khaled, Amina, Nilda Fernandez                   | Kent, Les Garçons Bouchers, 10 petits Indiens     |
| Carré Amelot         | Big Band Paddock                                        | Alain Renard                                                     | D.U.T                                                          | Tumultes                                            | Mad Monster Party                                | Skipjacks                                         |

## Édition 1994
Le festival se déroule du 12 au 17 juillet 1994.
| Scènes               | Mardi 12                                                                     | Mercredi13                                                   | Jeudi 14                                                                          | Vendredi 15                                              | Samedi 16                                                                     | Dimanche 17                                                             |
| -------------------- | ---------------------------------------------------------------------------- | ------------------------------------------------------------ | --------------------------------------------------------------------------------- | -------------------------------------------------------- | ----------------------------------------------------------------------------- | ----------------------------------------------------------------------- |
| Jean-Louis Foulquier | Véronique Sanson pour "La Fête à Véronique Sanson", Thomas Fersen, Mano Solo | Julien Clerc, Liane Foly, Sweetness                          | Luc Plamondon pour "La Fêtes à Luc Plamondon", Robert Charlebois, Daniel Bélanger | Alain Souchon, Laurent Voulzy, Lokua Kanza               | Eddy Mitchell, Patricia Kaas, Bruno Maman                                     | Stephan Eicher, Hubert-Félix Thiéfaine pour "La Fête à Thiéfaine", Arno |
| Salle Bleue          | Sylvie Paquette, Serge Faubert, Hommage à La Bolduc                          | Yvon Rioux, Rachel des Bois, Véronique Pestel, Michel Hermon | La Tordue, Les Gros Qui Tâchent, Les Portugaises Ensablées, Buru, Rastapopoulos   | Denis Richard, Dominique Dalcan, Alain Renard, Artefacts | Genviève Marin, Alana Filippi, Denez Prigent, Peio Serbielle, Petru Guelfucci | Rock Larue, Buzy, Beñat Achiary, Yann-Fanch Kemener                     |
| Grand Théâtre        | Nina Morato, Alain Chamfort, Claude Nougaro                                  | Didier Sustrac, Daniel Lavoie, Ziskakan, I Muvrini           | Chanson plus bifluorée                                                            | Clarika, Fête à Jean Guidoni, Native, Pierre Vassiliu    | Philippe Léotard, Jean-Louis Murat, Habib Koite & Bamada, Sapho               | La Fête à Juliette, Sawt el Atlas, Geoffrey Oryema                      |
| Carré Amelot         | Les Jules Cabouin                                                            | Café Noir                                                    | Stéphane Couprie Group                                                            | Bonana                                                   | Noyé Du Ciel                                                                  | Les Faces et cie                                                        |
| Magic Mirror         | La Strada                                                                    | Troupe Aleph, Gérard Blanchard                               | Têtes raides                                                                      | Sweetness, Blankass, Troupe Aleph                        | Juan Carlos Caceres, Au P'tit Bonheur                                         | Juan Carlos Caceres, Au P'tit Bonheur                                   |

## Édition 1995
Le festival se déroule du 12 au 17 juillet 1995.
| Scènes               | Mercredi 12                                                     | Jeudi 13                                                                                | Vendredi 14                                                       | Samedi 15                                                          | Dimanche 16                                                                                              | Lundi 17                                                                      |
| -------------------- | --------------------------------------------------------------- | --------------------------------------------------------------------------------------- | ----------------------------------------------------------------- | ------------------------------------------------------------------ | --- | ----------------------------------------------------------------------------- |
| Jean-Louis Foulquier | Renaud pour "La Fête à Renaud", Tri Yann, La Bottine souriante  | De Palmas, Fito Páez, Bernard Lavilliers pour "La Fête à Lavilliers"                    | Sinclair, Les Négresses Vertes, MC Solaar pour "La Fête à Solaar" | Dominique Dalcan, Alain Bashung, Khaled pour "La Fête à Khaled"    | Axelle Red, Youssou N'Dour pour "La Fête à Youssou N'Dour", Patrick Bruel pour "La Fête à Patrick Bruel" | Daclin, Dan Ar Braz, Jacques Higelin pour "La fête à Jacques Higelin"         |
| Salle Bleue          | Mistigri, Banlieue rouge, Black Maria, Soham, Gilbert Laffaille | Pascal Charpentier, Dominique Guinois, Axelle Renoir, Peter Kroner, Fabulous Trobadors, | Chantal Richer, Autour de Lucie, Vincent Trouble, Serge Hureau    | Philippe Tasquin, France D'Amour, Yassine Dahbi, Marie-Paule Belle | Khadja Nin, Lynda Lemay, Duo Diese, Yannick Jaulin                                                       | Les Biens Cool, Erik Karol, Forguette Mi Note, Poubelles Boys                 |
| Grand Théâtre        | Charlélie Couture                                               | Charlélie Couture                                                                       | Daniel Seff, Jeff Bodart, Enzo Enzo & Kent                        | Eric Lapointe, Florent Pagny, Richard Desjardins, Graeme Allwright | Boukan Ginen, Fête à Nino Ferrer, Jérôme Pijon, Les Rita Mitsouko                                        | Beethova Obas, Thomas Fersen, Francine Raymond, Beau Dommage                  |
| Carré Amelot         | Gérald Dierrick, Trio Grande                                    | Christophe Fuzeau, Les Douglas's                                                        | Les Jean Dubois, Jean-Marc Desbois                                | La Part des Anges                                                  | M.D.C | Octobre                                                                       |
| Magic Mirror         | Cochon Club, Jesse Garon, La ballade de Tao                     | Edgar de l'Est, Casse Pipe, La ballade de Tao                                           | Les Chats Maigres, Les Frères Brozeurs, La ballade de Tao         | Yan les abeilles, Love Bizarre, La ballade de Tao                  | Les Voleurs de Poules, Les Clam's, La ballade de Tao                                                     | Caline Georgette et Jimi Hope, Marcel Kanche, Les Nonnes Troppo, Les pires... |
| Encan                | New Deal, Bee Attitude                                          | Raggasonic, Alliance Ethnik                                                             | 13 NRV, Demain Les Poulpes, Saï Saï, Teuf Hip Hop,                | Democrates D, Les Sages poètes de La Rue                           | Timide sans complexe, Mad in Paris                                                                       | Jungle Hala, Human Spirit                                                     |

## Édition 1996
Le festival se déroule du 12 au 17 juillet 1996. Parmi les artistes à l'affiche sont présents:
| Scènes               | Vendredi 12                                                    | Samedi 13                                                                    | Dimanche 14                                                         | Lundi 15                                                         | Mardi 16                                                                                        | Mercredi 17                                                          |
| -------------------- | -------------------------------------------------------------- | ---------------------------------------------------------------------------- | ------------------------------------------------------------------- | ---------------------------------------------------------------- | ----------------------------------------------------------------------------------------------- | -------------------------------------------------------------------- |
| Jean-Louis Foulquier | Johnny Hallyday, Dick Rivers, Fred Blondin                     | Lokua Kanza, Largo, Maxime Le Forestier pour "La Fête à Maxime Le Forestier" | Jaune Libre, Zachary Richard, Michel Fugain pour "La Fête à Fugain" | Raggasonic, Silmarils, Paralamas ,NTM                            | Gwana Diffusion, Princesse Erika, Tonton David, Black Blanc Beur, Cheb Mami                     | Kevin Parent, Daran et Les Chaises, Francis Cabrel                   |
| Grand Théâtre        | Collège Brothers, Danyel Waro, Cesaria Evora                   | Les Voleurs de Poules, Miossec, Arno                                         | Pierre Rapsat, Les Innocents                                        | Pascal Obispo, L'affaire Louis Trio, Paul Piché, Nanette Workman | Dominique A, Leny Escudero, Romain Didier, Brigitte Fontaine pour la "Fête à Brigitte Fontaine" | Richard Gotainer, Lio                                                |
| Salle Bleue          | La Grande Sophie, Lilicub, Elisabeth, Hughes Marechal          | Guillaume Payen, La Foule, Laurent Girard                                    | Blankass, Clara Finster, Jacques Charles, Melaine Favennec          | Odieu, Allain Leprest, Les Elles, Caroline Dufour                | Chris Gonzalez, Pascal Mathieu, Gérald Dierrick                                                 | Zebda, Tapio K, Voix du Sud                                          |
| Carré Amelot         | Point Virgule, Road Runners                                    | Leiscene Ruhra, La Souris Déglinguée                                         | Isaac Newton, Marousse                                              | David Ecarlat, Torpedo                                           | Seagulls, Lofofora                                                                              | Souricide Canadien, Oneyed Jack                                      |
| Magic Mirror         | Jacques Yvart, Marie Ecorce, Yvon Rioux, Lily Margot, Fenoamby | Jacques Yvart, Marie Ecorce, Suroit, Marka                                   | Jacques Yvart, Marie Ecorce, Castafiore Bazooka, Sttellla           | Jacques Yvart, Marie Ecorce, Ceux qui marchent debout, La Tordue | Jacques Yvart, Marie Ecorce, Procédé Guimard Delaunay, Victoire Racoin                          | Jacques Yvart, Marie Ecorce, Paulo Lucazo, Les Colocs, René Lacaille |
| Encan                | D.N.C, Sté Strausz, Mellowman                                  | Melaaz, 2 Bal 2 Neg, Ménélik                                                 | Le Soul Swing, Expression Direkt, La Cliqua                         | Sawt el Atlas, Sléo, Assassin                                    | Dubmatique, Positive Black Soul, Tribu, Young Lions Sound System                                | D.B.S, Neg Marrons, Ministère Amer                                   |

## Édition 1997
Le festival se déroule du 11 au 16 juillet 1997.
| Scènes               | Vendredi 11                                                             | Samedi 12                                                         | Dimanche 13                                                            | Lundi 14                                                                   | Mardi 15                                                                             | Mercredi 16                                                            |
| -------------------- | ----------------------------------------------------------------------- | ----------------------------------------------------------------- | ---------------------------------------------------------------------- | -------------------------------------------------------------------------- | ------------------------------------------------------------------------------------ | ---------------------------------------------------------------------- |
| Jean-Louis Foulquier | Khaled, Femmouzes T, Fête la Caravane avec Viktor Lazlo, MarieJosé Alie | 2Bal 2 Neg, Illya Kuryaki, la Fête à IAM, la Fête à FFF           | Tri Yann, Carlinhos Brown, Leilla Negrau, Ar Re Yaouank, Carré Manchot | Blankass, Rachid Taha, Pascal Obispo, la Fête à Kent avec Zazie, Enzo Enzo | Michel Jonasz, Évasion, la Fête à Catherine Lara                                     | Jane Birkin, Lucie Dufault, la Fête à Maurane avec Noa, Francis Cabrel |
| Grand Théâtre        | Arthur H, Karim Kacel, La chanson plus bifulorée, Gianmaria Testa       | Jean Leloup, Louis Bertignac, Jaël, La fête à Jean-Claude Vannier | Têtes Raides, Bratsh                                                   | Louis Chedid, Art Mango, Paul Personne, Elli Medeiros                      | Sing Sing Sing, Khadja Nin, Isabelle Mayereau, Gilles Vigneault                      | Hugues Aufray, Patrick Verbeke, La fête à Jean-Jacques Milteau         |
| Salle Bleue          | Mathieu Boogaerts, Sarclo, Lacombe Aslin                                | Teri Moise, Jacques Yvart, Marie Ecorce, Gérard Pierron           | Fred Poulet, Daniel Mille, Bïa, Pierre Louki, Françiuse Kucheida       | Clarika, Jeff Bodart, Les Escrocs                                          | Arielle, Casse Pipe, Duo Laporte Charmel                                             | Véronique Rivière, Lucid Beausonge, Marie-Jo Thério                    |
| Carré Amelot         | Paquerettes Marginales, Philmarie, Fou                                  | 4 H Q, Angel Isa, Dominic Sonic                                   | Arturo Pastor, Noir Silence, Jasmine Band                              | Michel Lefort, Les épis noirs, Dan Bigras                                  | Alexandre Varlet, Michèle Atlani, Nicolas Reggiani                                   | Théo, Voix du sud                                                      |
| Encan                | O.N.B, Malka Family, Mad in Paris                                       | Spicy Box, Mass Hysteria, Aston Villa                             | Mister R, Fonky Family, Ideal J, DJ Cut Killer, Double H               | X-Men, Stomy Bugsy, Special K - Awsome 2, Teddy Ted - Akyuel Force         | Muzion Le Cerveau, La Rumeur, Djoloff, Face B, Natural DJ, Anfa Afrika, Dabuz System | Boss Phobie, Soul Choc, Neg Marrons, Arsenik                           |

## Édition 1998
Le festival se déroule du 13 au 18 juillet 1998.
| Scènes               | Lundi 13                             | Mardi 14 | Mercredi 15                                                                                                 | Jeudi 16 | Vendredi 17                                                                              | Samedi 18 |
| -------------------- | ------------------------------------ | --- | --- | --- | ---------------------------------------------------------------------------------------- | --- |
| Jean-Louis Foulquier | Michel Sardou                        | Fête à Michel Delpech avec en invités : Alain Chamfort, Pascal Obispo, Louis Chedid... Axelle Red, Native (duo) | Anfa Afrika, Dubmatique, la fête à Sinclair (chanteur), la fête à Passi avec Stomy Bugsy, Bisso Na Bisso... | Rachid Taha, Louise Attaque, la Fête à Têtes Raides avec La Tordue, Les Elles...                                   | Johnny Clegg, Ray Lema, la Fête à Jean-Louis Doline avec Zap Mama..., Bernard Lavilliers | Julien Clerc, I Muvrini, Lo'jo                                                                                           |
| Grand Théâtre        | La Tordue, Le Soldat Inconnu         | Allain Leprest, Vanina Michel, Pascal Mathieu                                                                   | Nilda Fernandez, Les Méditerranéennes avec Cyrius, Le Septeto, Turquino, Tekaméli...                        | Fête à -M- Matthieu Chedid, Rokia Traore, La Relève Québécoise avec Lili Fatale, Basta, Rudeluck, Claire Pelletier | Thomas Fersen, Dick Annegarn, Fête à Brigitte Fontaine, Tym Skilbeck                     | Fête à Brigitte Fontaine, Sally Nyolo                                                                                    |
| Salle Bleue          | Claude Barthelemy, Hévéa             | Eric Lareine, Laurent Malot                                                                                     | Néry, Joseph Racaille, Bia Lhasa                                                                            | Au Bon Petit Charles, Jules et Julie, Sylvie Paquette, Lena                                                        | Marc Lavoine, Eva Marchal                                                                | Paris Combo, Les Cactus                                                                                                  |
| Carré Amelot         | Le Chantier des Francos, El Sikameya | Buff'Grol, Fête à Duo Dièse                                                                                     | Les voix du sud d'Astaffort, Gérard Blanchard                                                               | Ailleurs diffusion avec Cook The Linar, La Môme, Jean Claude Goldschmidt                                           | Le Sentier des Halles avec Les Ogres de Barback, Cornu                                   | La Pépinière fait son opéra avec Les Amuses Girls, Emma Le Clown, Lacombe-Ruiz, Toulis, Bouvet, Les Frères Kazamaroff... |
| Le Maki              |                                      | DJ Nasser, Fantastik Breakers, La Brigade, Kalibra, Guetto Prodige                                              | Hasheem, Yaya Yaovi, Delavoix                                                                               | Expression Direckt, Eve Vie Danse, Casey, XX clusives                                                              | X Horde, Diam's, Shabbazz The Disciple, Rocca, Kalibre 33                                | Faudel, Ek Tomb, Afrodiziac, Sans Pitié 91                                                                               |

## Édition 1999
Le festival se déroule du 13 au 18 juillet 1999.
| Scènes               | Mardi 13                                 | Mercredi 14                                          | Jeudi 15                                                         | Vendredi 16                                                 | Samedi 17                                                                    | Dimanche 18                                                                                                 |
| -------------------- | ---------------------------------------- | ---------------------------------------------------- | ---------------------------------------------------------------- | ----------------------------------------------------------- | ---------------------------------------------------------------------------- | --- |
| Jean-Louis Foulquier | Armens, The Cardigans, Zazie             | Pacto Con La Paz, Fête à Manau, Fête à Faudel        | Zebda, Gnawa Diffusion, Matmatah                                 | Tryo, Pierpoljak, Fête à Sinsemilia                         | Mangu, Carlinhos Brown, Fête à Oscar D'León, Hidegar Maracay, Flor del Fango | Nuit Hip-Hop : Fête au Secteur Ä avec Cut Killer, Ultim Power, Massai, Rainmen, Puissance Nord, Trade Union |
| Salle Bleue          | Alexandre Varlet, Daniel Hélin           | Les Belles Lurettes, Castafiore Bazooka, Robber Bank | Coincidence, Red Cardell                                         | Michèle Atlani, Michèle Bernard, Dikes                      | Superflu, Jérome Cotta                                                       | Anne Victor, Légitime Démence, Les Hurlements d'Léo                                                         |
| Grand Théâtre        | Enzo Enzo et Kent, Marka, Pantin Pantine | Clarisse Lavanant, Marianne James, Richard Desjardin | Wassis Diop, Les Yeux Noirs, Denez Prigent, Wally/Sttellla, Arno | Nicolas Jules/David Blanc, Mathieu Bogaert, Jacques Higelin | La Baronne, Jacques Higelin                                                  | Dolly, Lili Fatale, Fête à Mano Solo                                                                        |
| Carré Amelot         | Nadj, Jan Stéo, Natali Lorio             | Martine City Queen, Général Alcazar                  | Lousteau, Nicolas Repac, Les Hurleurs                            | Ekova, Ladja                                                | Christophe Bozom, Stéphane Blok                                              | |